# Teófano Vénard

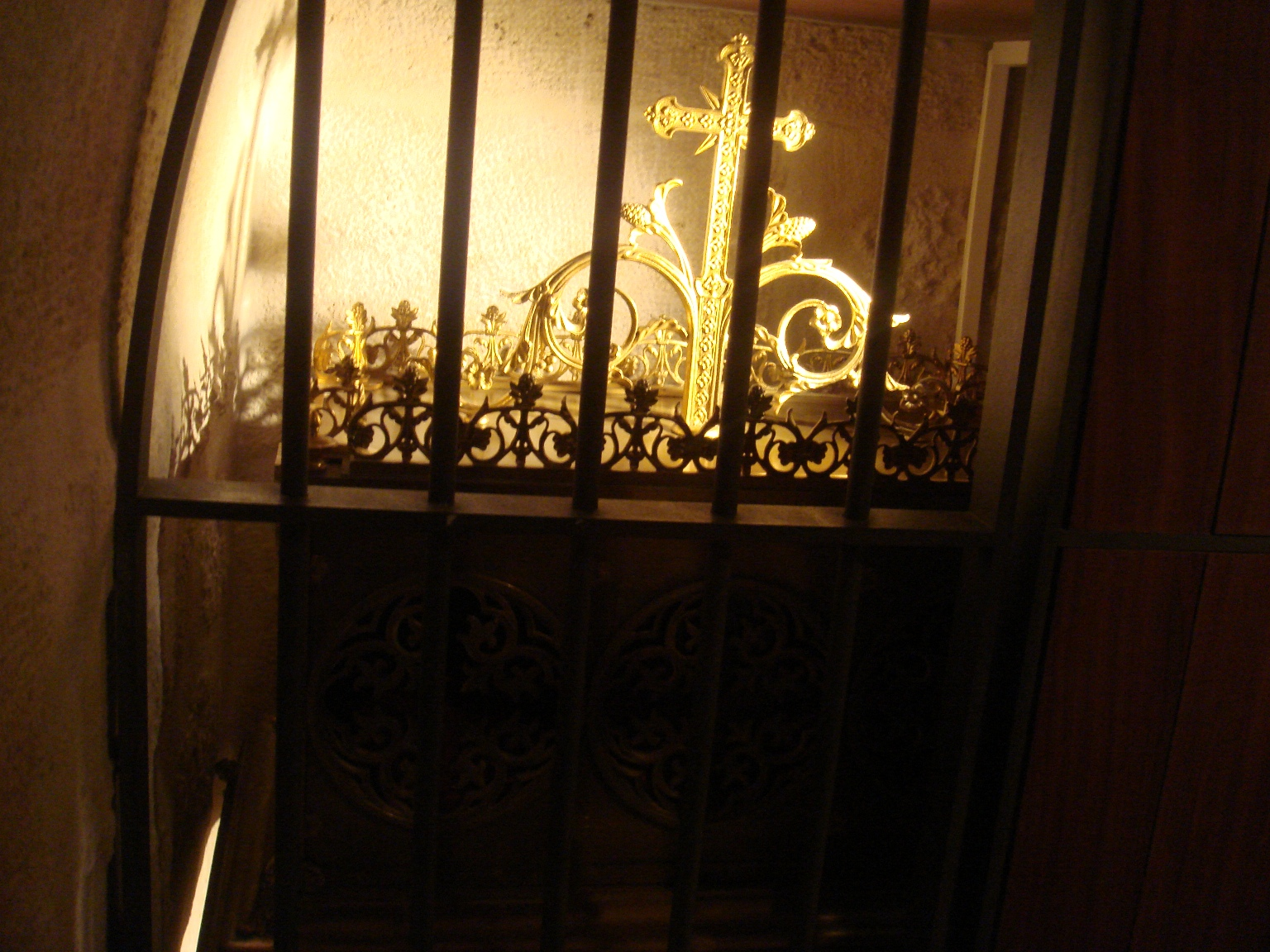
Reliquias de Théophane Vénard en la Sociedad de Misiones Extranjeras de París.

San Juan Teófano Vénard (Jean-Théophane Vénard, M.E.P.) (Saint-Loup-sur-Thouet, Poitiers, Francia, 21 de noviembre de 1829 - Tonkín, Vietnam, 2 de febrero de 1861) fue un misionero y mártir católico francés en Indochina. Fue miembro de las Sociedad de las Misiones Extranjeras de París. Fue beatificado junto a otros 33 católicos (la mayoría nativos de Tonkín, en Cochinchina). El papa Juan Pablo II lo canonizó junto a 19 mártires más en 1988.

## Biografía
Vénard estudió en el Colegio de Doué-la-Fontaine, Montmorillon, Poitiers, y de allí pasó al Seminario de la Sociedad de Misiones extranjeras de París en el que ingresó como subdiácono. Ordenado sacerdote el 5 de junio de 1852, partió hacia el lejano Oriente el 19 de septiembre. Después de quince meses en Hong Kong, llegaría a su misión de Tonkín (norte de Vietnam) en un tiempo donde el proselitismo era ilegal en aquel país. Su vocación fue motivada por el ejemplo de Jean-Charles Cornay, martirizado en Vietnam en 1837.
Poco después de la llegada del Padre Vénard, se decretó un edicto contra los cristianos, y obispos y sacerdotes tuvieron que esconderse. En cambio, el padre Vénard continuó ejerciendo su ejercicio evangelizador por la noche. El 30 de noviembre de 1860, fue traicionado y capturado. Rechazó apostatar y fue sentenciado a ser decapitado. Estuvo cautivo hasta el 2 de febrero de 1861. Durante ese cautiverio, escribió a su familia transmitiéndoles paz y júbilo por su muerte pía. Su obispo, Monseñor Retord, escribió al mismo tiempo: "Pese a las cadenas, es feliz como un pajarillo".
Después de ser ejecutado, su cabeza fue expuesta en un madero hasta que fue rescatada por los cristianos y sus restos son hoy venerados en Tonkín. Su cuerpo descansa en la cripta de la Sociedad de misiones extranjeras de París. La causa de su beatificación fue introducida en 1879. Fue beatificado el 2 de mayo de 1909 por San Pio X y canonizado el 19 de junio de 1988 por Juan Pablo II.
San Teófano Vénard fue objeto de devoción particular de Santa Teresa de Lisieux. Ella conservaba una estampa y una reliquia del santo, también dedicó en su honor varias de sus poesías.